# Paper clay

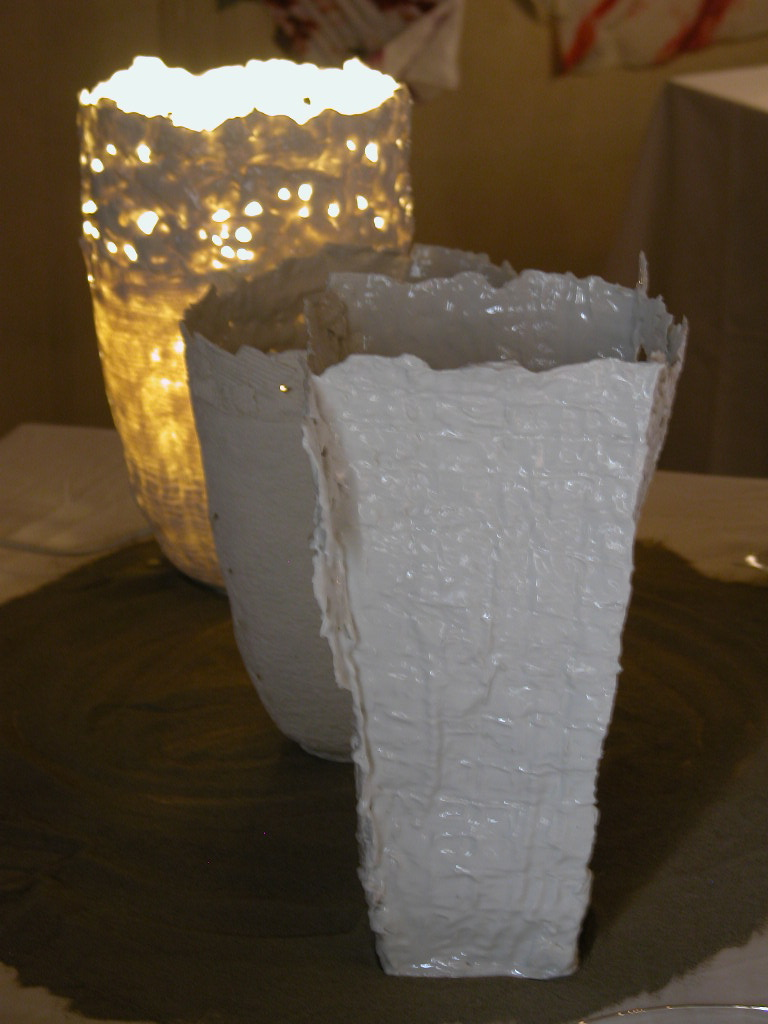
Vasi e lampada in porcellana paper clay

Il paper clay è un metodo di lavorazione della ceramica che prevede l'inserimento di cellulosa nell'impasto prima della cottura. Prende il nome da due termini inglesi paper (carta) e clay (argilla).
Si ottiene impastando l'argilla con carta sbriciolata o particelle di fibre vegetali come cotone o lino.
La cellulosa modifica migliorandola la lavorabilità dell'impasto e conferisce alla ceramica cotta più leggerezza e robustezza.